# Heartline-roll

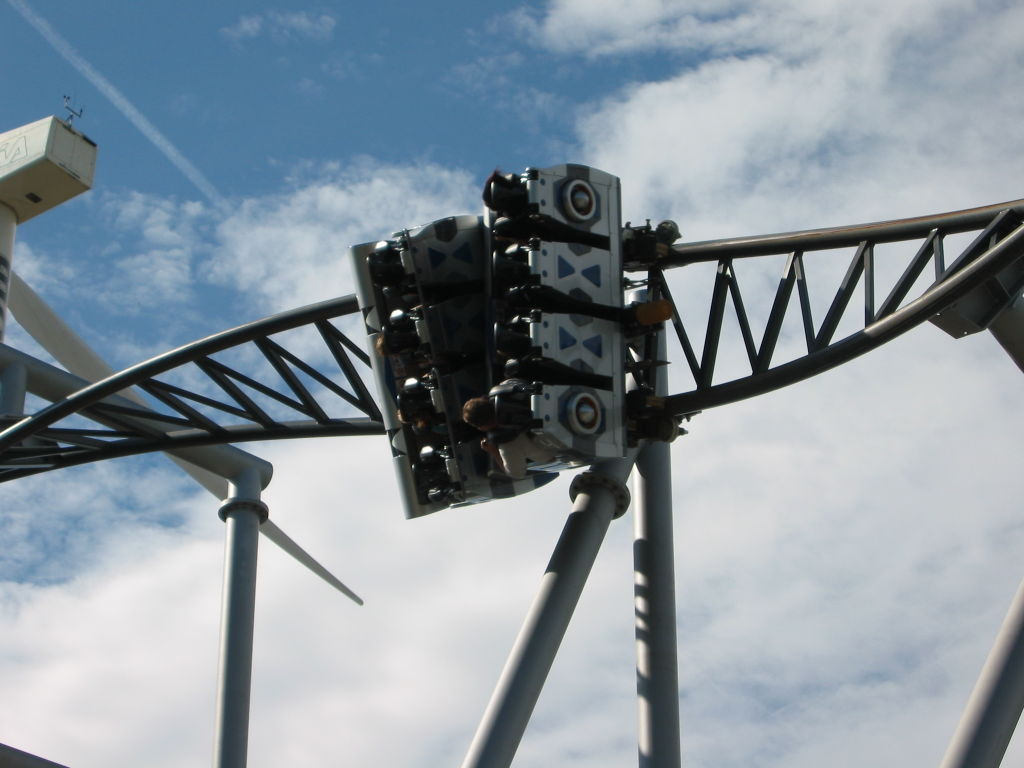
Heartline-roll

En Heartline-roll är en inversion på berg- och dalbanor som påminner om en EKG-linje, därav heartline. Inversionen är konstruerad så att spåret snurrar horisontellt ett varv runt sin egen axel. När man åker i en Heartline-roll så känns det som en centrifug om man kommer in i den snabbt. Och om man kommer långsamt så känner man hur man åker runt i sätet. Efter succédebuten med den första inversionen, loopen, så kom Heartline-rollen ganska snabbt därefter eftersom man ville ta fram fler inversionen än bara loopen.